# گیوم ریپرت
گیوم ریپرت (انگلیسی: Guillaume Rippert؛ زادهٔ ۳۰ آوریل ۱۹۸۵) بازیکن فوتبال اهل فرانسه است.
از باشگاه‌هایی که در آن بازی کرده‌است می‌توان به باشگاه فوتبال والنسین، باشگاه فوتبال نانت، باشگاه فوتبال متس، باشگاه فوتبال انرژی کوتبوس، باشگاه فوتبال لوزان-اسپورت، و باشگاه فوتبال پترولول پلویشت اشاره کرد.
وی همچنین در تیم ملی فوتبال زیر ۲۱ سال فرانسه بازی کرده‌است.